# Тойшниц (река)
Тойшниц (нем. Teuschnitz) — река в Германии, протекает по Верхней Франконии (земля Бавария). Правый приток Кремница. Длина реки 12,26 км. Высота истока 642 м. Высота устья 385 м.